# Coffea dactylifera
Coffea dactylifera là một loài thực vật có hoa trong họ Thiến thảo. Loài này được Robbr. & Stoff. mô tả khoa học đầu tiên năm 1999.